# Buddleja fallowiana
Buddleja fallowiana là một loài thực vật có hoa trong họ Huyền sâm. Loài này được Balf.f. & W.W.Sm. mô tả khoa học đầu tiên năm 1917.